# Thibault de Montaigu
Pour les articles homonymes, voir Montaigu.
Thibault de Montaigu, né le 21 décembre 1978 à Boulogne-Billancourt, est un écrivain et journaliste français.

## Biographie
Thibault de Montaigu est le fils de Françoise Gallimard et d'Emmanuel Tassin de Montaigu et le petit-fils des éditeurs Claude et Simone Gallimard.
Après des études au lycée Henri-IV, il intègre Sciences Po puis le Centre de formation des journalistes. Il commence sa carrière à Libération en 2003 au sein des services Culture et Guide. Depuis, il a collaboré à de nombreuses publications (Le Point, Paris Match, Les Inrocks, Elle, L'Officiel, Le Figaro Magazine, L'Optimum...).
Depuis janvier 2018, il est rédacteur en chef du magazine L'Officiel Voyage.
En 2003, à l'âge de vingt-quatre ans, il publie son premier roman, Les anges brûlent, aux éditions Fayard. Sélectionné pour le prix de Flore, l'auteur est décrit comme « le nouveau Sagan » par Raphaël Sorin.
En 2007, il publie Un jeune homme triste. Christian Authier, dans son Dictionnaire chic de littérature française, écrit à son sujet : « le style de Thibault de Montaigu a quelque chose à voir avec la rapidité, le faux relâchement, l’œil à la fois précis et impressionniste de ses aînés », citant Fitzgerald, Sagan et les hussards.
Suit en 2010 Les Grands Gestes la nuit, finaliste du prix Interallié et du prix Fitzgerald et lauréat du Prix de la rentrée des prix littéraires Les Lauriers verts. Grande fresque sur les années 1960, il dépeint le destin tragique d'un patron de laboratoires pharmaceutiques, qui va ouvrir le club le plus couru de la Côte d'Azur et épouser une fille de Madame Claude. « Ce troisième roman de Thibault de Montaigu, 31 ans, séduit par ses accents fitzgéraldiens. Non content de restituer l'intensité de cette époque, il l'incarne magnifiquement avec des personnages passionnés et désespérés », écrit Delphine Peras dans L'Express. Frédéric Beigbeder dans Le Figaro Magazine considère le livre comme « une des lectures les plus savoureuses de l'automne ».
Son quatrième opus, Zanzibar, publié en 2013, est finaliste du prix Nimier. « Intrigante, exigeante et raffinée, la prose du jeune auteur nous emmène sur les traces de deux vrais/faux journalistes au destin aventureux et dangereux », écrit Clémentine Goldszal qui le classe dans le "Top Ten" du magazine Elle. « C'est fascinant : on est en plein délire, tout est raconté avec le plus grand calme et tout sonne juste », note Gilles Martin-Chauffier dans Paris Match.
En 2015 sort aux éditions Grasset son premier essai, Voyage autour de mon sexe, qui dresse une histoire de la masturbation des grottes du paléolithique à YouPorn en passant par Proust, Dalí ou les pénitentiels chrétiens de Moyen Âge. Sélectionné pour le prix Sade, il reçoit d'une partie de la critique des éloges : Léa Salamé, dans l'émission On n'est pas couché sur France 2, le décrit comme « un précis passionnant ». « Brillant et jouissif », juge Augustin Trapenard sur Canal Plus. « Thibault de Montaigu livre une anthologie savoureuse et savante de l’onanisme », écrit pour sa part Elisabeth Philippe dans Les Inrocks.
En août 2020, paraît son cinquième roman La Grâce aux éditions Plon où il raconte son propre parcours spirituel et de conversion, chemin qui l'amène à découvrir celui de son oncle paternel qui, après une vie de fêtes et d'excès, a été touché par la grâce, à 37 ans, avant d'entrer chez les franciscains et faire vœu de pauvreté et d'abstinence. Le récit est salué par Emmanuel Carrère, qui écrit notamment pour la quatrième de couverture de l'édition de poche : « J'ai lu La Grâce avec une émotion croissante et fraternelle ». Le livre obtient le prix de Flore en novembre 2020.
Fin août 2024, paraît Coeur aux éditions Albin Michel. Sélectionné pour le Prix Goncourt, le Prix Renaudot, le Grand Prix du roman de l'Académie française et le Prix Jean-Giono, le livre reçoit le prestigieux Prix Interallié le 13 novembre. Il est également finaliste du Prix Goncourt des lycéens. 
Ses livres sont traduits dans de nombreux pays.

## Divers
En 2011, il est le commissaire de l'exposition La Parisienne à la Galerie des Galeries qui a réuni de nombreux artistes (Catherine Millet, Bertrand Burgalat, Stanislas Merhar, Valérie Mréjen , etc.) autour de l'appartement fictif d'une Parisienne.
Il lance la collection "Confessions" aux éditions Robert Laffont où ont notamment été publiés Eva Ionesco, Philippe Vilain, Clarisse Gorokhoff et Basile Panurgias. 

## Œuvre
- 2003 : Les Anges brûlent, Fayard
- 2007 : Un jeune homme triste, Fayard
- 2010 : Les Grands Gestes la nuit, Fayard
- 2013 : Zanzibar, Fayard
- 2015 : Voyage autour de mon sexe, Grasset
- 2020 : La Grâce, Plon — Prix de Flore
- 2024 : Cœur, Albin Michel — Prix Interallié